# 미남역
미남(광혜병원)역(Minam(Gwanghye Hospital)Station, 美南(廣惠病院)驛)은 대한민국 부산광역시 동래구 온천동에 있는 부산 도시철도 3호선과 부산 도시철도 4호선의 전철역이자 환승역이다. 부산 도시철도 4호선의 경우 이 역부터 반여농산물시장역까지 지하 구간이다.

## 역사
- 1997년 11월 25일 : 부산 도시철도 3호선 대저역~수영역 구간 착공
- 2003년 12월 3일 : 부산 도시철도 3호선 미남역~안평역 구간 착공
- 2005년 11월 28일 : 부산 도시철도 3호선 대저역~수영역 구간 개통과 함께 영업 개시
- 2009년 11월 11일 : 부산 도시철도 3호선 미남역~안평역 구간에서 부산 도시철도 4호선으로 분리
- 2011년 3월 30일 : 부산 도시철도 4호선 미남역~안평역 구간 개통과 함께 종착역으로 환승역이 됨

## 역 구조
두 노선 모두 1면 2선의 섬식 승강장을 갖춘 지하역이며, 완전밀폐형 스크린도어가 설치되어 있다. 부산 도시철도 3호선 승강장 아래에 부산 도시철도 4호선 승강장이 있기 때문에 지하 1층 대합실은 공동으로 사용한다. 출입구는 14개이다.

### 3호선 승강장
| 사직 ↑   |
| 하 상 \| |
| ↓ 만덕   |

| 상행 | ● 부산 도시철도 3호선 | 거제·연산·망미·수영 방면 |
| 하행 | ● 부산 도시철도 3호선 | 만덕·덕천·구포·대저 방면 |

### 4호선 승강장
| 시·종착역 |
| 하 상 \|  |
| ↓ 동래    |

| 상행 | ● 부산 도시철도 4호선 | 당역 종착                |
| 하행 | ● 부산 도시철도 4호선 | 동래·수안·고촌·안평 방면 |

### 환승
환승 통로에는 에스컬레이터 2대, 계단 2개, 엘리베이터 1대가 설치되어 있다. 부산 도시철도 3호선 대저 방향 맨 끝쪽과 승강장 가운데를 보면 환승 통로가 있다. 한 층만 내려가면 되는 환승 구조를 띠고 있는데 부산 도시철도 2호선과 부산 도시철도 3호선의 전철역이자 환승역인 수영역과 유사한 편이다.

## 역 주변
- 미남교차로
- 온천동
- 온천2동치안센터
- 온천반도보라스카이뷰아파트
- 금강초등학교
- 산저교차로 방면
- 메리움 금강 컨밴션
- 광혜병원
- 세화병원

## 승차량 변동
3호선과 4호선의 역사와 개찰구가 공동으로 사용되고 있어서 모든 승차량은 3호선 역의 것으로 간주된다. 현재 3호선의 역들 중 3번째로 승객이 많다.
| 노선  | 승차 인원 | 승차 인원 | 승차 인원 | 승차 인원 | 승차 인원 | 승차 인원 | 승차 인원 | 승차 인원 | 주 석 |
| 노선  | 2005년    | 2006년    | 2007년    | 2008년    | 2009년    | 2010년    | 2011년    | 2012년    | 주 석 |
| ----- | --------- | --------- | --------- | --------- | --------- | --------- | --------- | --------- | ----- |
| 3호선 | 3507      | 4224      | 4934      | 5574      | 5815      | 6178      | 7782      | 8563      | [ 2 ] |
| 노선  | 2013년    | 2014년    | 2015년    | 2016년    | 2017년    | 2018년    | 2019년    | 2020년    |       |
| 3호선 | 8792      | 9034      | 9173      | ?         | ?         | ?         | ?         | ?         | [ 2 ] |

## 기타 정보
이 역은 미남교차로에서 사직운동장 방향으로 약간 떨어진 곳에 있는데 당시 부산교통공단은 만약 미남교차로 아래에 역을 만든다면 만덕역으로 들어가는 구간이 급커브가 되기 때문에 이 곳에 설계했다고 밝혔다. 이에 대해 미남교차로 반대 방향에 거주중이던 온천동 주민들이 지상권 보상을 피하고, 사직동 주민들만 이용이 가능하도록 특혜를 주었다며, 민원을 제기하였다. 그러나 이 역의 위치는 바뀌지 않았으며, 부산 도시철도 4호선 개통 이후에 미남교차로에 출입구가 신설되었다. 부산 도시철도 4호선의 경우 이 역에서 동래역 방향의 반대 방향(3호선 사직역 방향)으로 가면 부산교통공사 4000호대 전동차 회차지가 있다. 이 역 2번 출입구와 4번 출입구 쪽에 있는 온천반도보라스카이뷰 아파트는 부산종합버스터미널이 들어서기 전에 부산고속버스터미널이 있었던 자리다.

## 인접한 역
| 부산 도시철도 3호선 | 부산 도시철도 3호선   | 부산 도시철도 3호선 |
| ------------------- | --------------------- | ------------------- |
| 308 사직 수영 방면  | ● 부산 도시철도 3호선 | 310 만덕 대저 방면  |
| 부산 도시철도 4호선 |                       |                     |
| 시·종착역           | ● 부산 도시철도 4호선 | 402 동래 안평 방면  |

## 사진

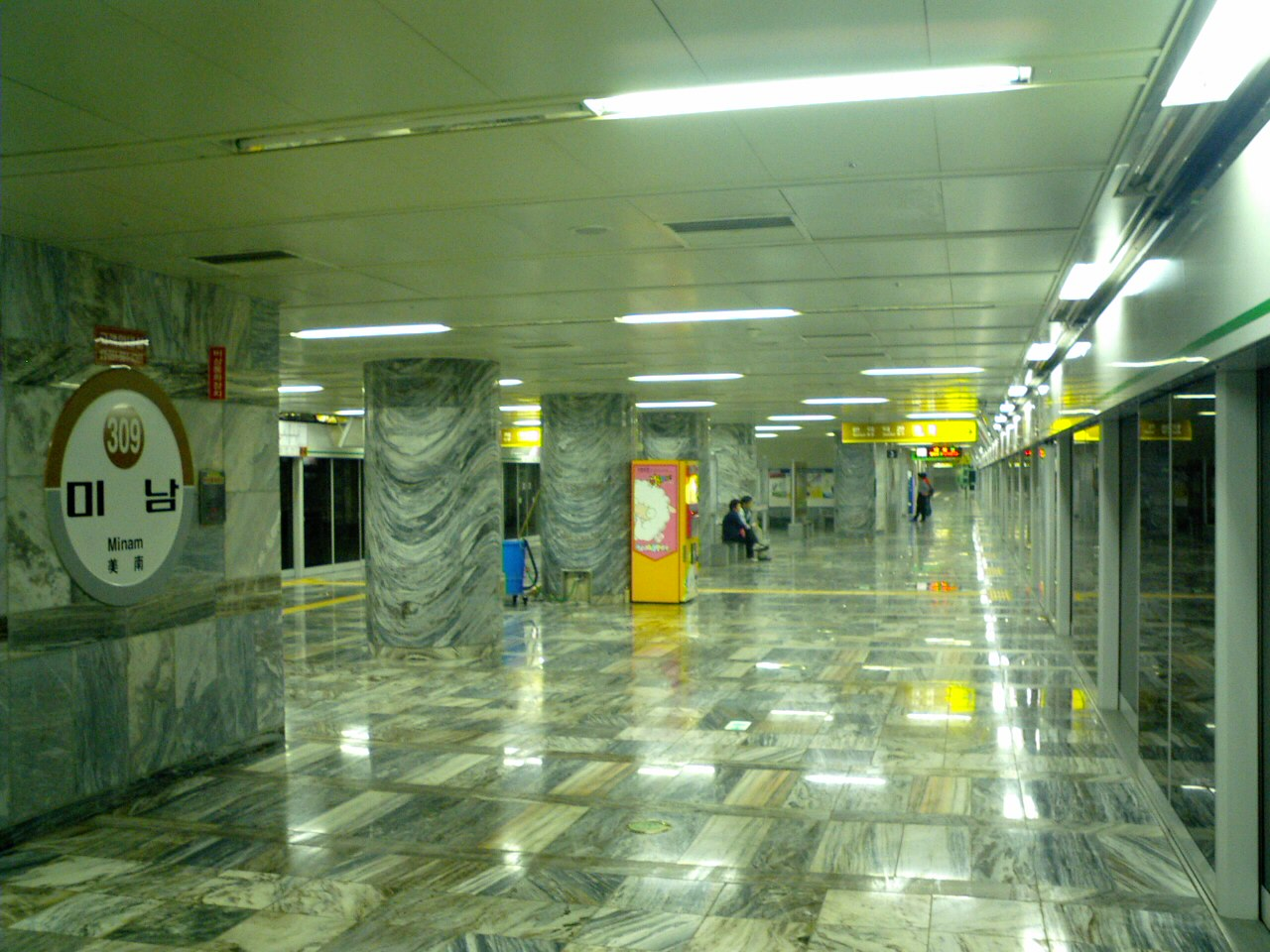
3호선 수영 방향 승강장(좌), 대저 방향 승강장(우)
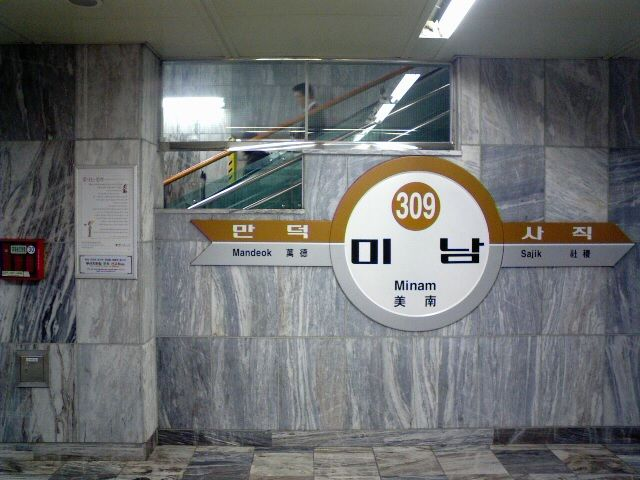
3호선 수영 방향 역명판(역명판 교체 전)
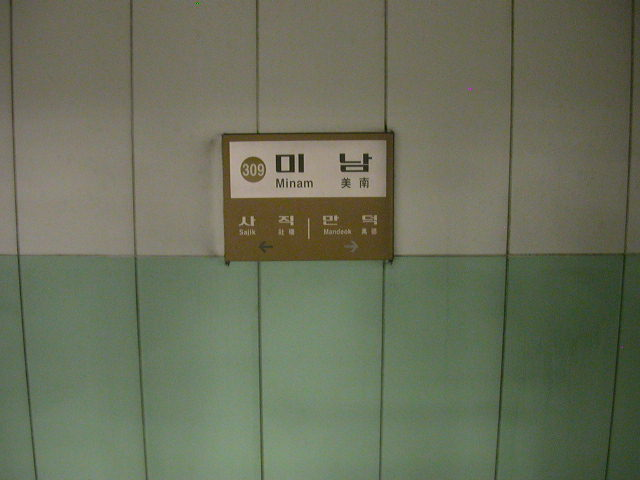
3호선 선로측 역명판(수영 방향)
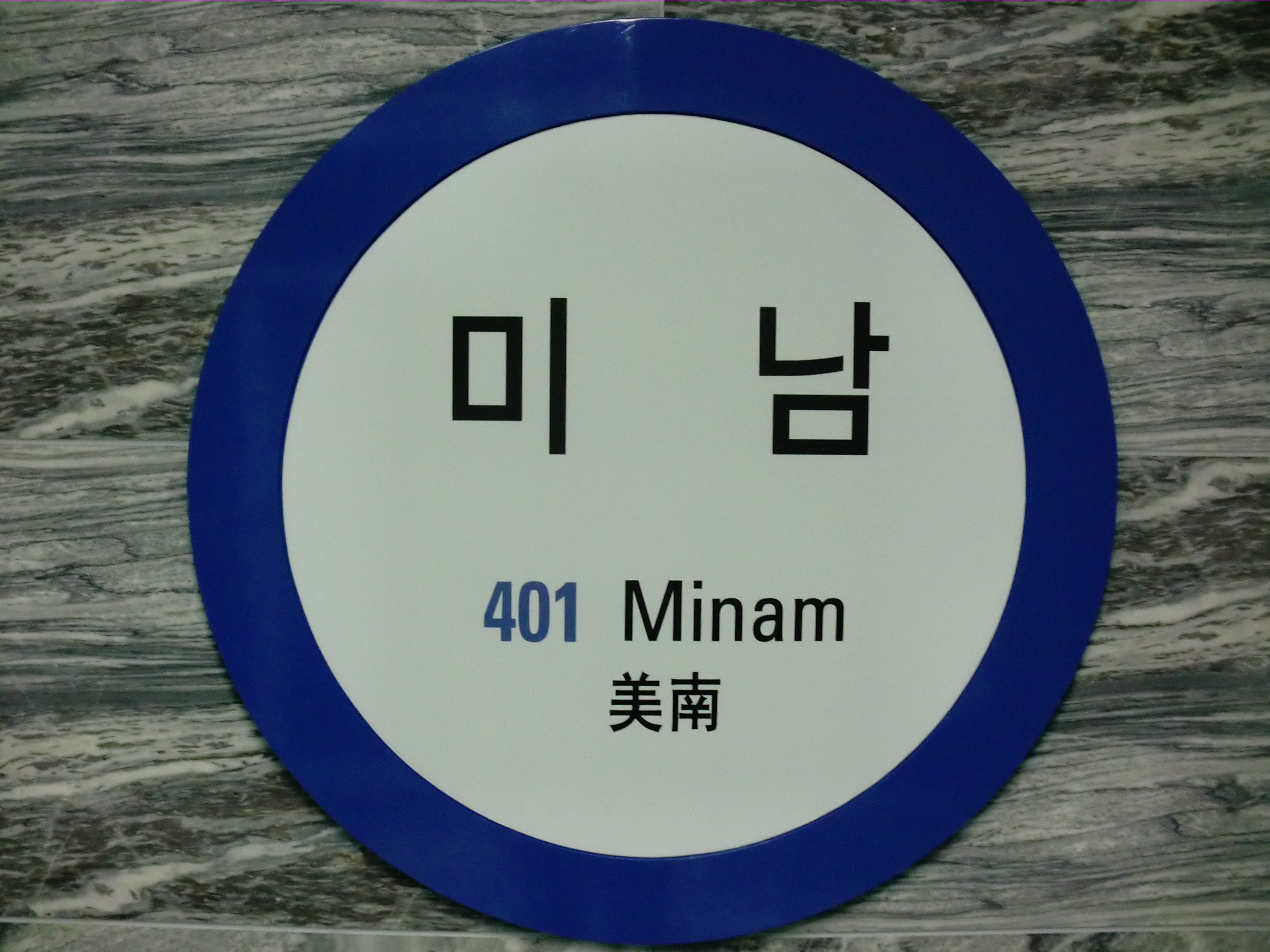
4호선 역명판